# Boischampré
Boischampré is een gemeente in het Franse departement Orne in de regio Normandië. De gemeente en maakt deel uit van het arrondissement Argentan. Boischampré telde op 1 januari 2022 1.173 inwoners.

## Geschiedenis
De gemeente ontstond op 1 januari 2015 door de fusie van de voormalige gemeenten Marcei, Saint-Christophe-le-Jajolet, Saint-Loyer-des-Champs en Vrigny.

## Geografie
De oppervlakte van Boischampré bedroeg op 1 januari 2022 12,07 vierkante kilometer; de bevolkingsdichtheid was toen 97,2 inwoners per km².

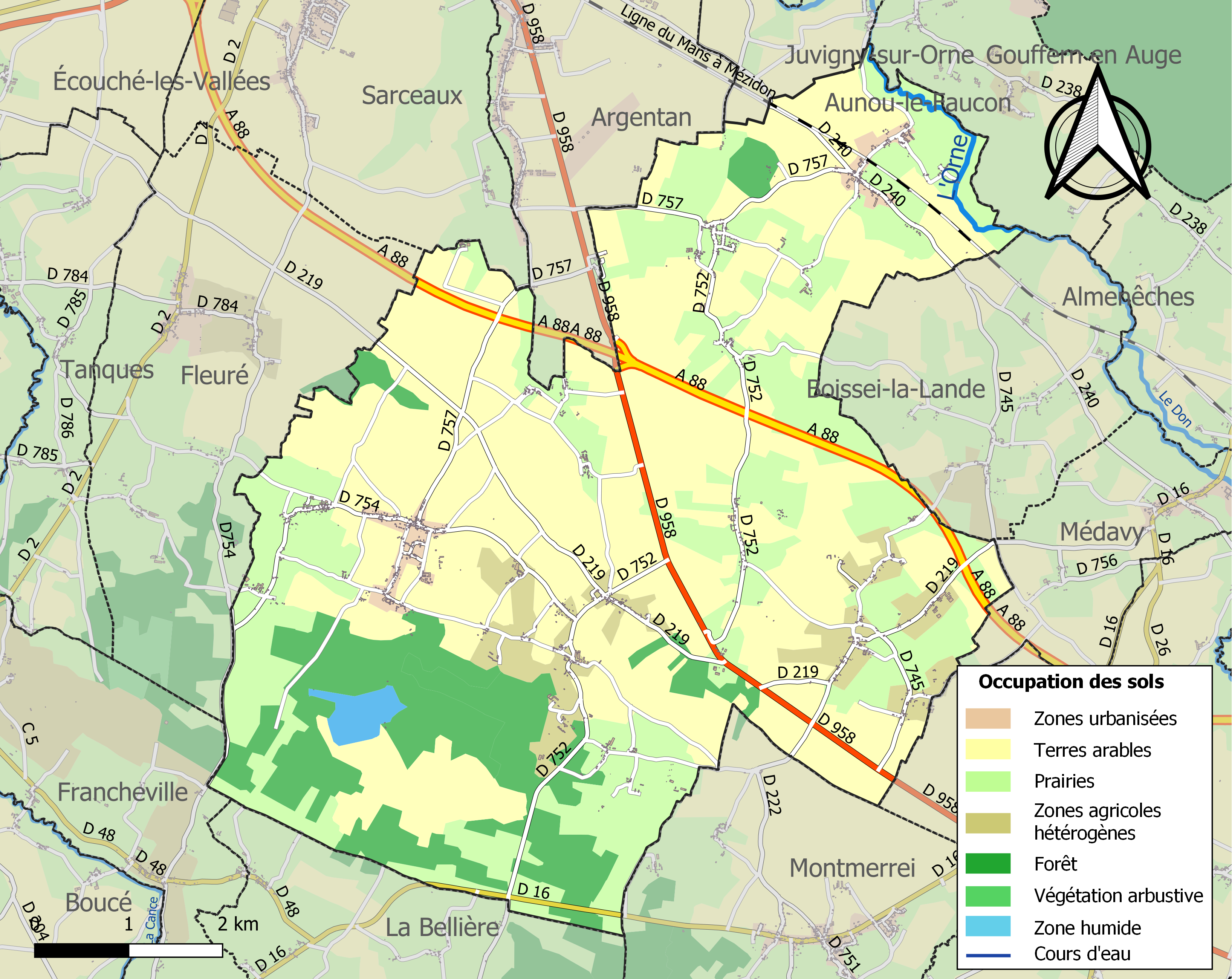
Kaart van de gemeente met belangrijkste infrastructuur, bodemgebruik en omliggende gemeenten

## Demografie
Onderstaande figuur toont het verloop van het inwonertal (bron: INSEE-tellingen).